# 贾森·卡波诺
傑森·艾倫·卡波諾（英語：Jason Alan Kapono，1981年2月4日—），美国NBA聯盟职业篮球运动员，生于加利福尼亚州的长滩，身高6尺8寸（2.03米），司职小前锋或得分後衛，以擅长投射三分球而聞名。雖然如此，卡波諾卻不擅長入樽。

## NBA生涯
卡波诺大学期间就读于UCLA，大学期间是UCLA唯一一位连续四年占据球队得分王的球员，入选过All-Pac-10联盟的第一阵容。在2003年NBA选秀中第二轮第31顺位被克利夫兰骑士选中，随后效力过夏洛特山猫和迈阿密热火，随热火队夺得了2005-06赛季NBA总冠军。
在2007年的NBA全明星周末中，卡波诺取得了三分球大赛的冠军。在2007-08赛季前他被交换去了多伦多猛龙。
卡波诺已在2014年5月28日宣布退役。

## 三分球大赛冠军
卡波诺在2007年NBA三分球大赛和2008年NBA三分球大赛中连续两年夺得冠军，在2008年2月16日新奥尔良举行的全明星周末中，他更是以25分的历史最佳成绩蝉联的三分大赛冠军。

## 国家队
卡波诺被美国男篮选入位于拉斯维加斯的美国国家队训练营，协助球队进军2008年夏季奥运会。